# 岡崎耕三
岡崎 耕三（おかざき こうぞう、1913年10月26日 - 1993年8月13日）は、日本の裁判官、弁護士。元日本弁護士連合会副会長。

## 来歴・人物
香川県三豊郡和田村（現 観音寺市豊浜町）出身。旧制香川県立三豊中学校、日本大学専門部法律科卒業。
三豊中学卒業後、同郷の先輩の白川朋吉弁護士事務所に書生として勤務しながら法律の勉学に励み、1931年（昭和6年）普通文官試験合格。更に、1935年（昭和10年）日本大学専門部法律科卒業後、1940年（昭和15年）高等文官試験司法科合格。1942年（昭和17年）判事任官。大阪、神戸、姫路、岡山の各地方裁判所判事を歴任。
1947年（昭和22年）岡山県にて弁護士開業。1968年（昭和44年）4月から1969年（昭和45年）3月まで岡山弁護士会会長、1980年（昭和55年）4月から1981年（昭和56年）3月まで日本弁護士連合会副会長を務めた。
1974年（昭和49年）三菱石油重油流出事件の刑事被告人の弁護団の一人として、石油タンクの設計や基礎工事をした業者を担当した。この事件は、1974年（昭和49年）12月18日に瀬戸内海に面した水島製油所で、ドームルーフタンクの溶接部に割れが発生し、重油が漏洩した。重油の移送に失敗し、タンクの直立階段の転倒で防油堤が破壊し、流出した重油が排水溝を経て瀬戸内海へ拡散した。海上でのオイルフェンスの展張作業も難航し、重油の流出量は約8万キロリットルにも及び、瀬戸内海の3分の1が汚染されるという空前の大事故となった。裁判も1976年（昭和51年）から1989年（平成元年）4月まで13年間の長期に及んだ。判決結果は、被告人全員に無罪が言い渡された。

## 栄典
- 1974年 - 藍綬褒章
- 1983年 - 勲三等瑞宝章

## 受賞歴
- 1973年 - 法務大臣表彰[2]